# Claude Cotereau
Claude Cotereau (1499-1550) fue un jurista, escritor y eclesiástico del siglo XVI de Tours, Francia.

## Biografía
Cotereau fue un jurisconsulto que adquirió gran nombradía en su época, y abrazó luego el estado eclesiástico y recibió un canonicato en Nuestra Señora de París, donde falleció en 1550. Cotereau era un erudito de la lengua latina y la griega, según su amigo Juan Bouchet, con quien había cursado derecho  en Poitiers, y dominaba también la lengua hebrea.
En su juventud, Cotereau había redactado una obra de derecho,  y entregó el manuscrito de esta obra al célebre Étienne Dolet (1509-1546), quién la editó en Lyon en 1539, en folio, y la brindó al cardenal de Jean du Bellay (1492-1560), con una bella epístola en latín, y además Cotereau mandó a Dolet el manuscrito de la Pandora, poema latino de Juan Olivier, con recomendación para que lo publicase; Rigoley de Guvigny, autor de un discurso sobre las letras de Francia, atribuye a Cotereau una traducción en poemas franceses de la obra de Olivier.

## Obra
- Les douze liures de Lucius Junus Moderatus Columella des choses rústiques, París, Morell, 1551 en 4º.
- De jure et privilegiis militum libri tres, et de officio imperatoris liber unus, Lugdini, S. Doletum, 1539.
- Shedulare magistratum Gallicorum, París, 1525.
- Habes cordate lector Schedulare magistratuum,..., Gallioti a Prato, 1525.
- Contestación a dos epístolas en rima enviadas por su amigo Bouchet.